# Schijndel
Schijndel és una població i antic municipi de la província del Brabant del Nord, al sud dels Països Baixos. L'1 de gener del 2009 tenia 22.887 habitants repartits sobre una superfície de 41,65 km² (dels quals 0,12 km² corresponen a aigua). Limitava al nord amb Sint-Michielsgestel i Bernheze, a l'oest amb Boxtel, al sud amb Sint-Oedenrode i Veghel.
L'1 de gener de gener de 2017 es va unir a Sint-Oedenrode i Veghel per crear el nou municipi de Meierijstad.

## Centres de població
- Schijndel
- Wijbosch

## Ajuntament
- CDA 4 regidors
- PvdA 4 regidors
- SP 3 regidors
- VVD 2 regidors
- Algemeen Belang, 2 regidors
- Senioren, 2 regidors
- DORP, 1 regidor
- Lijst Schijndel, 1 regidor